# 349 (číslo)
Tři sta čtyřicet devět je přirozené číslo, které následuje po čísle tři sta čtyřicet osm a předchází číslu tři sta padesát. Římskými číslicemi se zapisuje CCCXLIX a řeckými číslicemi τμθ.

## Matematika
349 je:
- Prvočíslo
- Nešťastné číslo
- Příznivé číslo
- Součet tří po sobě jdoucích prvočísel (109 + 113 + 127)

## Astronomie
- (349) Dembrowska je planetka hlavního pásu, kterou objevil v roce 1892 Auguste Charlois

## Doprava
- Silnice II/349 je česká silnice II. třídy vedoucí na trase Čechtín – Svatoslav – Měřín[1]

## Roky
- 349
- 349 př. n. l.